# Le Ring (film, 2007)
Pour les articles homonymes, voir Ring.
Pour plus de détails, voir Fiche technique et Distribution.
Le Ring est un film québécois réalisé par Anaïs Barbeau-Lavalette, scénarisé par Renée Beaulieu et produit par L'institut national de l'image et du son, sorti en 2007.

## Synopsis
Jessy, 12 ans, issu du quartier Sainte-Marie à Montréal, erre dans les rues, recrache les pilules qu'on lui donne et s'époumone le vendredi soir devant ses héros : les lutteurs du quartier. Il a l'enfance dure, mais il ne le sait pas ; tous les gamins du voisinage ont la même vie que lui. Dans ce milieu défavorisé de Montréal, la réalité cogne fort et a le goût de la sueur. Le jour où sa famille vole en éclats, Jessy perd ce qu'il lui reste d'innocence. Mais même les épaules au tapis, il trouvera la force de se battre pour échapper à son destin.

## Fiche technique
- Titre original : Le Ring
- Réalisation : Anaïs Barbeau-Lavalette
- Scénario : Renée Beaulieu
- Idée originale : Anaïs Barbeau-Lavalette, Renée Beaulieu
- Musique originale : Catherine Major
- Direction artistique : David Pelletier
- Costumes : Mariane Carter
- Maquillage : Louis-Michel Bertrand
- Coiffure : Mario-Philippe Gingras
- Photographie : Philippe Lavalette
- Son : Olivier Léger, Christian Rivest, Stéphane Bergeron
- Montage : Carina Baccanale
- Production : Ian Quenneville, Thomas Ramoisy
- Société de production : L'institut national de l'image et du son
- Sociétés de distribution : Christal Films, Les Films Séville
- Budget : 850 000 dollars[1]
- Pays d'origine : Canada (Québec)
- Format : couleur — format d'image :  1.85
- Genre : drame
- Durée : 87 minutes
- Date de sortie : Canada : 14 octobre 2007

## Distribution
- Maxime Desjardins-Tremblay : Jessy Blais
- Maxime Dumontier : Samuel Blais
- Julianne Côté : Kelly Blais
- Jean-François Casabonne : Jacques aka Killer
- Suzanne Lemoine : Maryse Blais, la mère
- Stéphane Demers : Claude Blais, le père
- René-Daniel Dubois : le boss
- Jason Roy Léveillée : Max
- Benjamin Chouinard : Momo
- Édith Cochrane : enseignante
- Carl Leduc : animateur
- Véronique Pascal : la caissière
- Émile Proulx-Cloutier : l'arbitre
- Phong Doan Huy : caissier (en tant que Huy Phong Doan)
- Patrick Boucher : Dave
- Jean-François Leduc : Firestorm
- Normand Lavoie : le voisin
- Christian Baril : livreur à vélo
- Geneviève Lacasse : valet de Firestorm
- Émile Laberge : Mike Sydals
- Benoit Couture : policier
- Vivienne Lévesque : violoncelliste[2]

## Distinctions
- Octobre 2007 : première mondiale au Festival international du film de Pusan (Corée du Sud) ;
- Novembre 2007 : Festival international de films de Goa (Inde) ;
- Février 2008 : Festival international du film de Berlin (Allemagne) ;
- Juin 2008 : Grand Prix (section New Talent) et Golden Lion Award au Festival du film de Taipei (Taïwan) ;
- Juillet 2008 : Prix de la Meilleure réalisation au Festival Mirada’s Madrid International Women’s Film Festival (Espagne) ;
- Septembre 2008 : Prix spécial du jury et Prix du meilleur acteur au 6e Festival international de Vladivostok (Russie) ;
- Octobre 2008 : Diplôme spécial au 38e « Molodist » Film Festival à Kiev (Ukraine) ;
- Décembre 2008 : Festival Plus Camerimage à Lodz (Pologne) ;
- Mars 2009 : Meilleur film et Meilleure musique au 10e Festival international du film d’Aubagne (France) ;
- Mars 2009 : Jutra de la meilleure musique[3].

## Autour du film
- La réalisatrice Anaïs Barbeau-Lavalette découvre Maxime Desjardins-Tremblay alors qu'il assiste à un match dans un sous-sol d'église. Elle l'a filmé pour son documentaire Si j'avais un chapeau et plus tard dans Vues de l'Est de Carole Laganière[4].
- Le film est entièrement tourné dans les quartiers Sainte-Marie et Hochelaga de Montréal.
- Maxime Desjardins-Tremblay et Anaïs Barbeau-Lavalette ont été reçus par Guy A. Lepage sur le plateau de Tout le monde en parle le 21 octobre 2007, peu avant la sortie du film.